# نفرت یکم
نُفرت یکم (به انگلیسی: Nofret) یک زن نجیب‌زده و شاهدخت در مصر باستان در دوران حکمفرمایی دودمان چهارم مصر حوالی ۲۶۱۳ تا ۲۴۹۴ پیش از میلاد بود. نُفرت به معنای «زیبارو» است و نامش گاهی به‌صورت «نِفِرت» (به انگلیسی: Neferet) نوشته شده است.

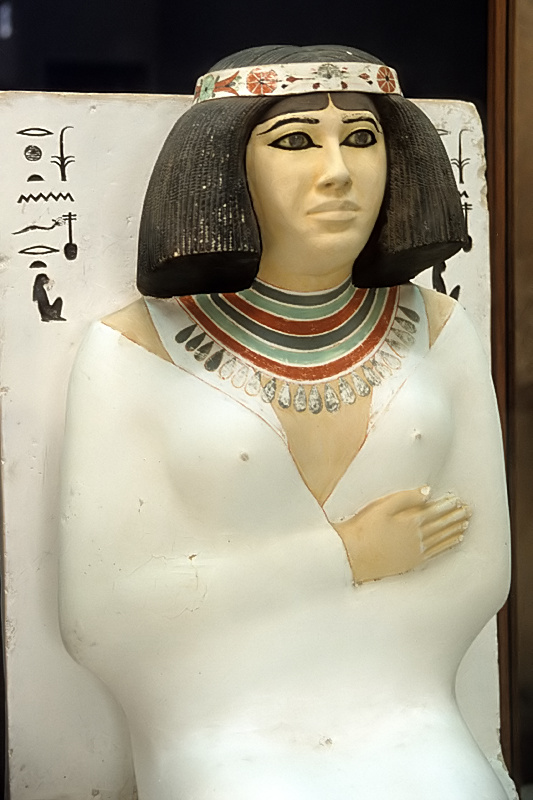
مجسمهٔ نفرت در موزهٔ مصر، قاهره

## زندگی‌نامه
والدین نُفرت ناشناخته هستند. نفرت با شاهزاده راهوتپ پسر فرعون سنفرو ازدواج کرد. او شش فرزند از راهوتپ داشت: سه دختر به نام‌های مریرت، نجمیب و ستحتت و سه پسر به نام‌های جدی، ایتو و نفرکائو. همهٔ آن‌ها لقب رسمی «آشنای پادشاه» را داشتند.
نُفرت با همسرش در مصطبه ۶ در می‌دوم دفن شد. در سال ۱۸۷۱ توسط دانی‌نوس، مجسمه‌های زیبای راهوتپ و نُفرت پیدا شدند. در این مجسمه، نُفرت با یک کلاه‌گیس سیاه و چهره‌ای بسیار روشن به تصویر کشیده شده است. عناوین او در هیراتوگلیف‌ها روی پشت صندلی‌اش ذکر شده‌اند و او را به‌عنوان «آشنای پادشاه» معرفی می‌کنند. این مجسمه‌ها در حال حاضر در موزهٔ مصر در قاهره نگهداری می‌شوند. مقبرهٔ این زوج دارای دو اتاق دفن و دو معبد مذهبی است. معبد مذهبی جنوبی متعلق به راهوتپ و معبد شمالی متعلق به نفرت بود. در اینجا، نُفرت همراه با راهوتپ در مقابل یک میز قربانی تصویر شده است. نوشته‌ای بالای صحنه عنوان دومی برای او ارائه می‌دهد: «میتریت» (ترجمهٔ آن هنوز ناشناخته است).

## مجسمه‌های نُفرت و راهوتپ
مجسمهٔ پرنس راهوتپ شش ستون متنی دارد که لقب‌ها و وظایف او را ذکر می‌کند. ستون‌های سوم و ششم هرکدام با نام او، راهوتپ، به پایان می‌رسند. متن‌های نُفرت مشابه همین هستند، با یک ستون در هر دو طرف (چپ و راست). نام او در پایین نوشته شده است و از تعیین‌کنندهٔ «زن» استفاده شده است. نام کامل او «نسو-ر (خ)-ت، نفر-ت» است. بخش آخر، «نفر-ت» به معنی «زن زیبا» است (که حرف «ت» برای مؤنث به کار رفته است) و «نسو-ر (خ)-ت» به معنی «آشنای پادشاه» می‌باشد. در مجسمهٔ نُفرت، او با پوستی به‌طور قابل توجهی روشن‌تر از همتای مرد خود و با چشمان آبی به تصویر کشیده شده است. موی او با یک کلاه‌گیس ضخیم و تیره پوشانده شده است، با این حال خط موی طبیعی او که موهای صاف و تیره‌ای دارد، قابل مشاهده است.

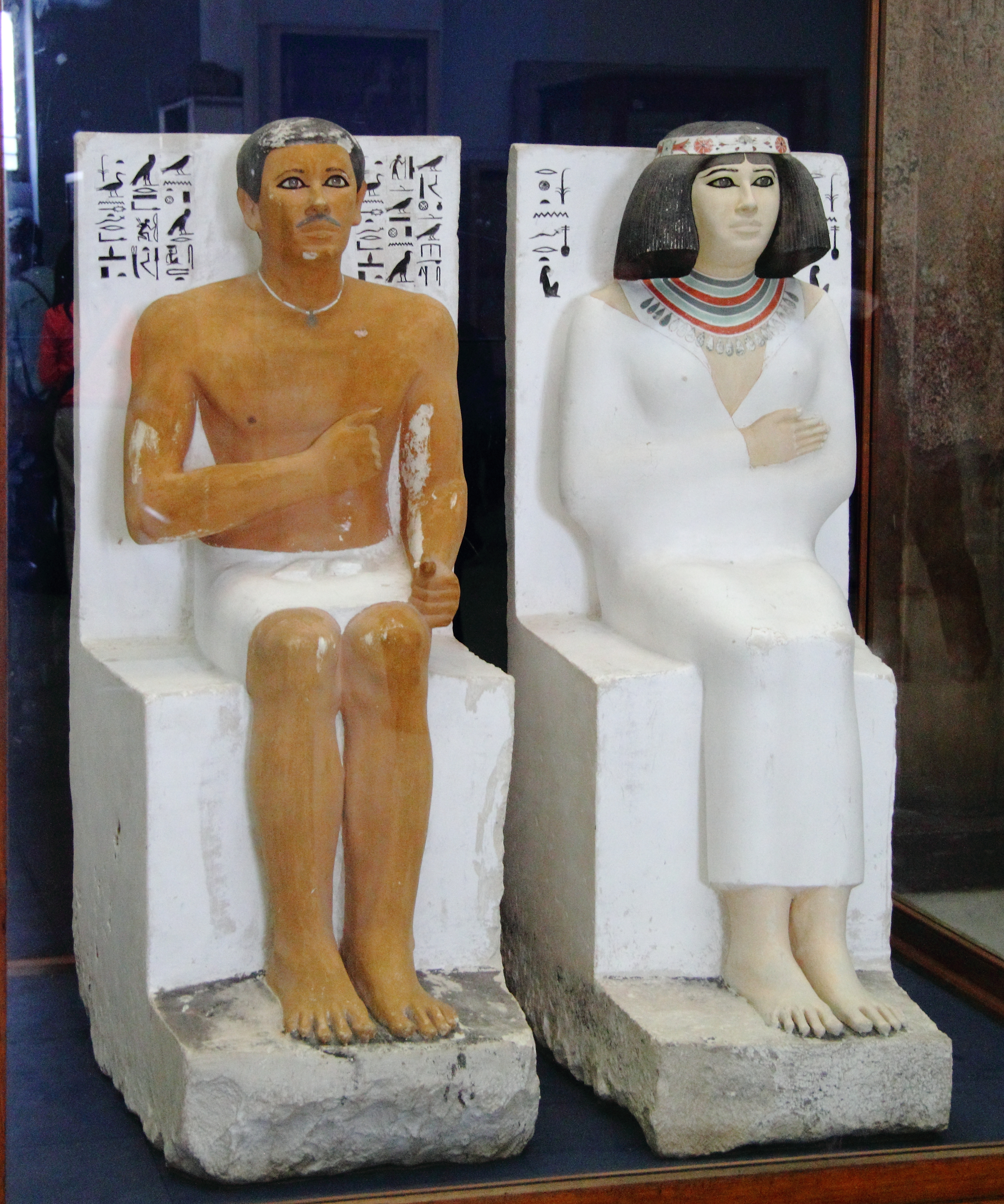
(مجسمه‌های اول و دوم) the زوج: نُفرت و راهوتپ
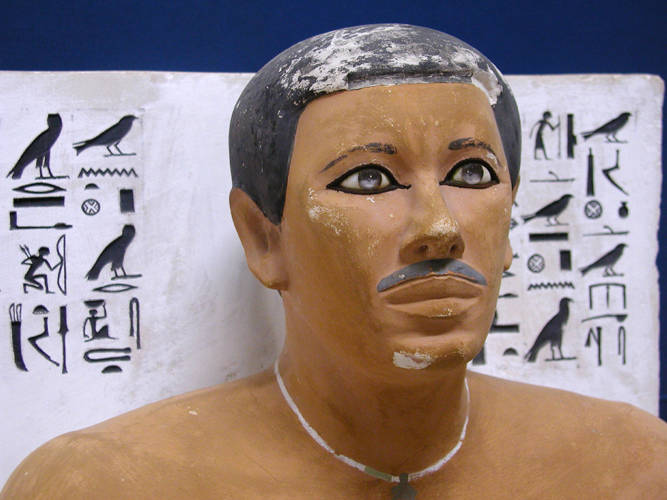
شاهزاده راهوتپ
| r · a |

| R4 · t · p |[۱۰]

## تمبرشناسیوسکه‌شناسی
نُفرت یکم در تمبرهای مصری در سال‌های ۱۹۵۸، ۱۹۸۹ و ۲۰۰۰ به تصویر کشیده شده است (ارزش تمبرها ۲۰ پوند مصر؛ شماره ۱۶۶۹) و همچنین در تمبر امارت فجیره در سال ۱۹۶۶ (تصویر جفت مجسمه) نیز حضور دارد.
آب‌علامت روی اسکناس ۲۰ پوندی مصر، نمایی از سر یک تصویر حجاری شده از نُفرت را به نمایش می‌گذارد.